# Stanislav Pošusta
Stanislav Pošusta (10. listopadu 1920 Praha – ???) byl český a československý politik Československé sociální demokracie, později Komunistické strany Československa, a poúnorový poslanec Národního shromáždění ČSR. Po roce 1968 působil v disentu.

## Biografie
Za druhé světové války byl aktivní v odboji (Národní hnutí pracující mládeže) a od srpna 1941 byl vězněn v koncentračním táboře. Po roce 1945 spoluzakládal Svaz české mládeže a stal se jeho ústředním tajemníkem. V roce 1948 se uvádí jako generální tajemník Svazu české mládeže a člen představenstva Československé sociální demokracie, bytem Praha.
Během únorového převratu v roce 1948 patřil k frakci, která v sociální demokracii převzala moc, stranu proměnila na loajálního spojence komunistického režimu a ještě během roku ji sloučila s KSČ. Ve volbách v roce 1948 byl zvolen do Národního shromáždění za ČSSD ve volebním kraji Opava. V červnu 1948 přešel v souvislosti se splynutím ČSSD s KSČ do poslaneckého klubu komunistů. V parlamentu zasedal do konce funkčního období, tedy do voleb v roce 1954.
V červnu 1948 byl kooptován náhradníkem Ústředního výboru Komunistické strany Československa. IX. sjezd KSČ ho potvrdil ve funkci. Na post rezignoval v prosinci 1952. V roce 1968 byl vedoucím odboru umění ÚV KSČ. Během normalizace byl aktivní v disentu, spoluzakládal Společnost pro studium demokratického socialismu.
Když byla v listopadu 1989 obnovena sociálně demokratická strana, rozhodli členové zakládající schůze (Břetislav Nedbálek), že do strany nebudou přizváni žijící předúnoroví sociální demokraté, kteří ale po roce 1948 byli členy KSČ, a explicitně byl zmíněn Stanislav Pošusta. I po roce 1989 působil jako publicista. Angažoval se v sociálně demokratickém hnutí a podílel se na zakládání Masarykovy dělnické akademie.

## Osobní život
Jeho dcerou je překladatelka Stanislava Pošustová.